# Kalisz

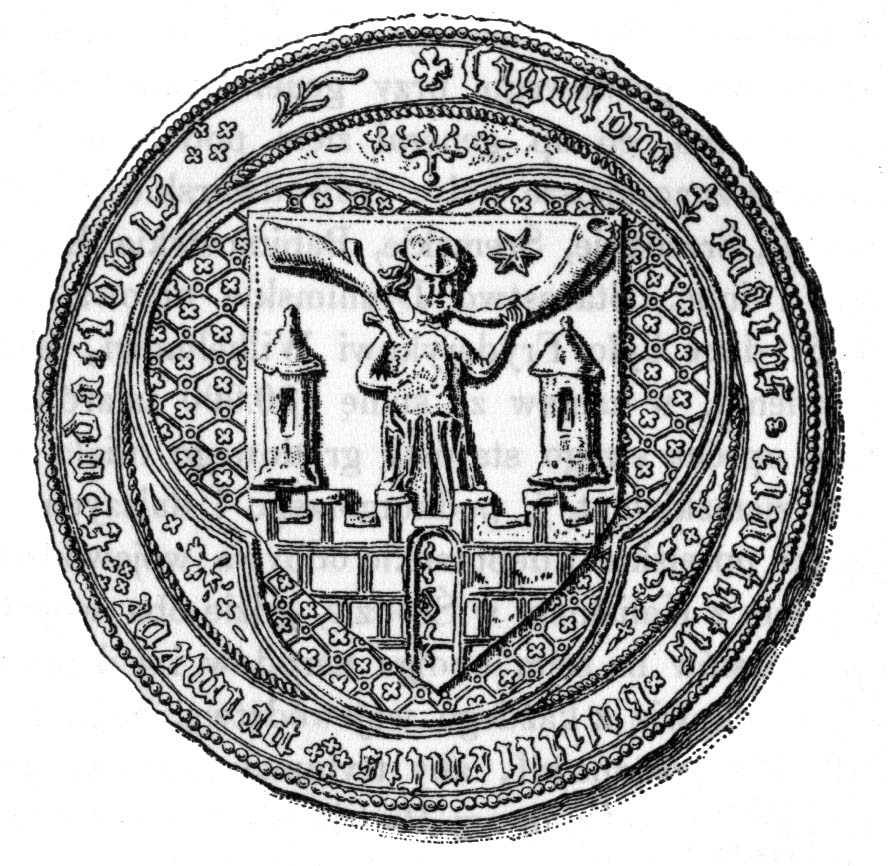
Sello medieval del Duque de Kalisz.

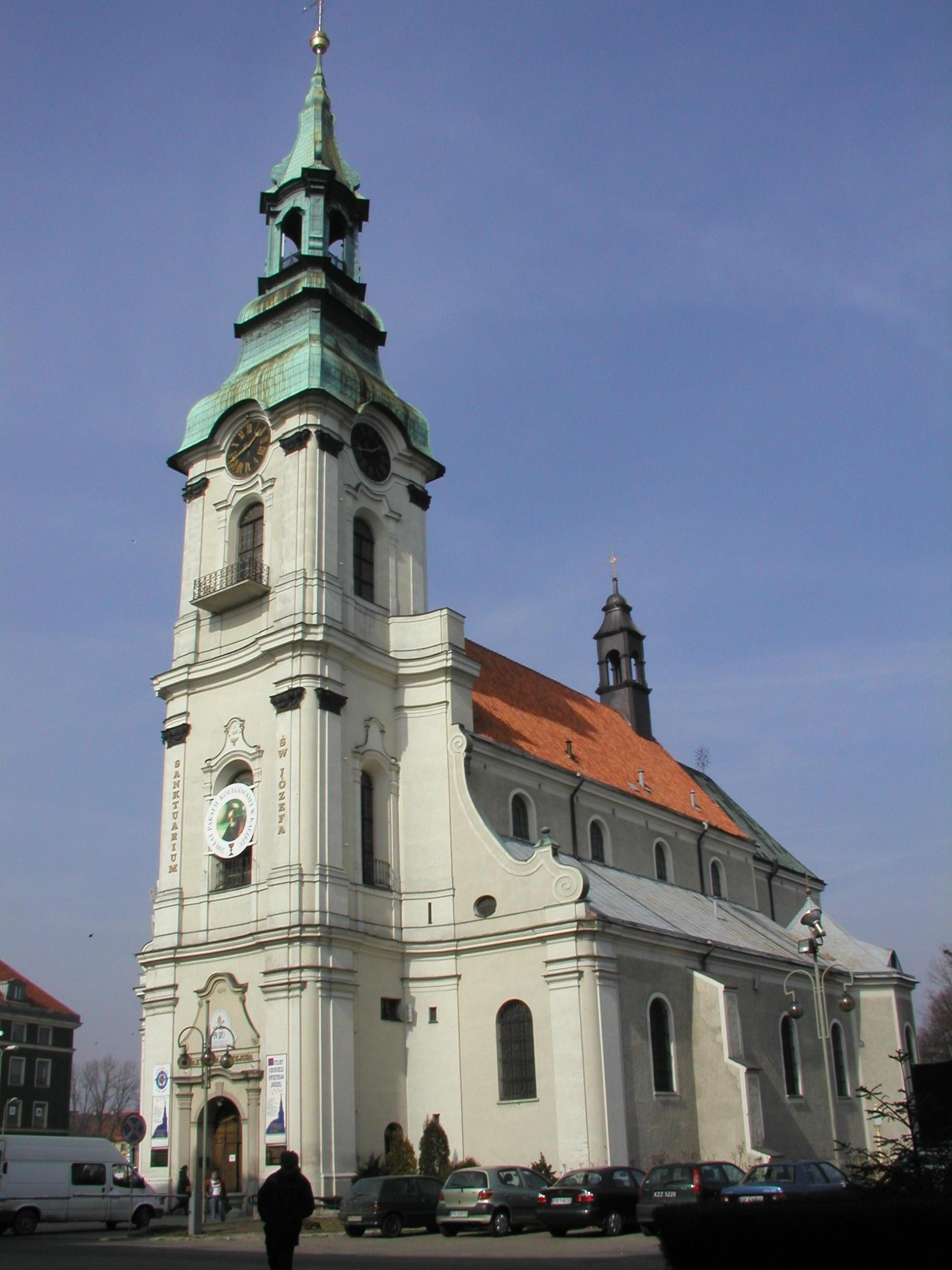
Iglesia de San José en Kalisz.

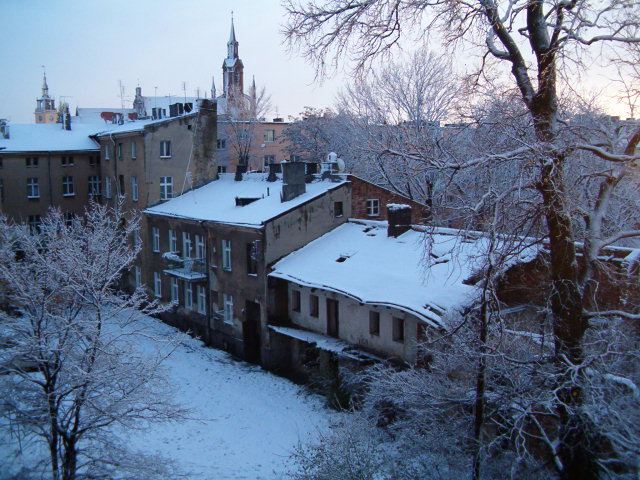
Centro de la ciudad de Kalisz con las torres de la iglesia y el ayuntamiento visibles.

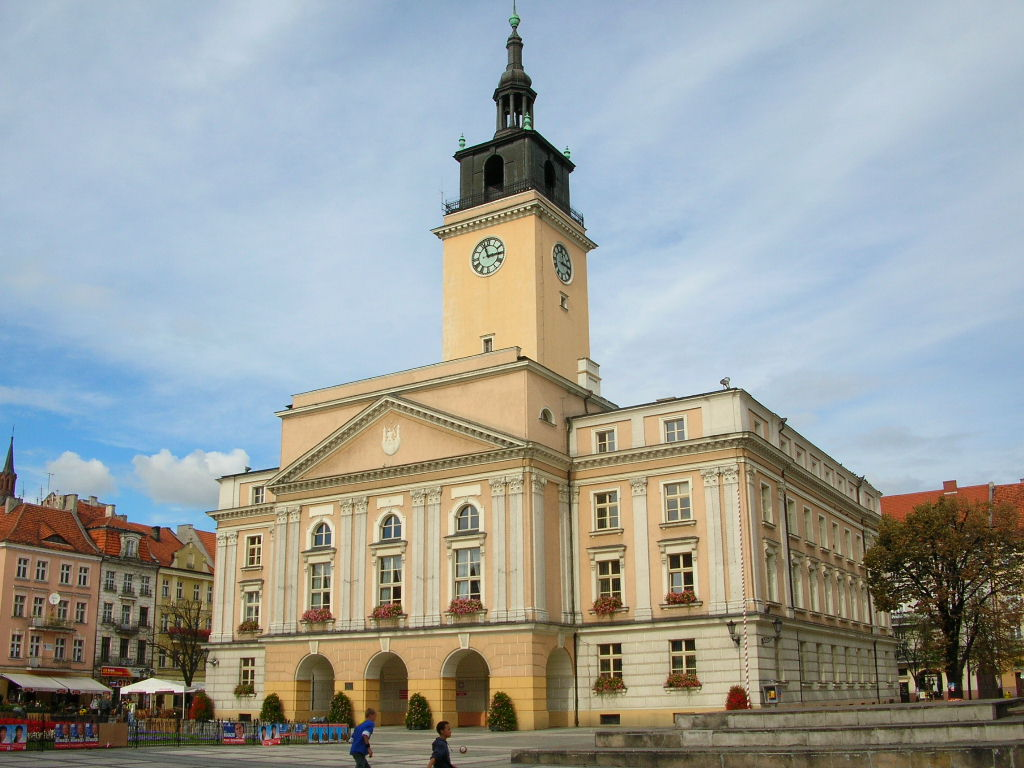
Ayuntamiento.

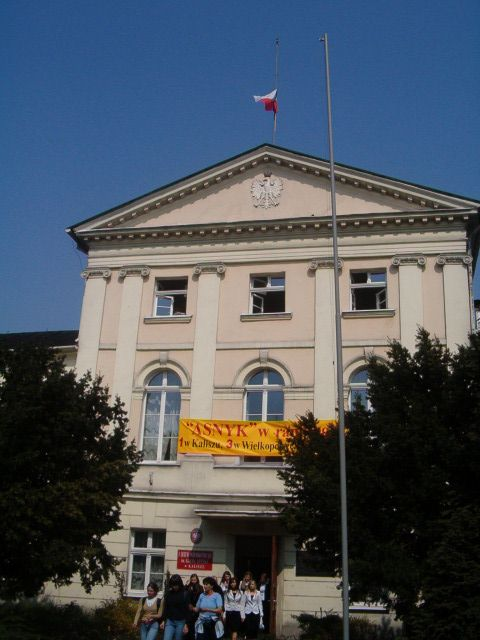
Colegio Adam Asnyk.

Kalisz ([ˈkaliʃ]ⓘ en latín: Calisia) es una ciudad de Polonia central con 109.800 habitantes (1995). Situado en la rivera del Prosna en la zona sudeste del Voivodato de Gran Polonia, la ciudad forma una conurbación con las ciudades vecinas de Ostrów Wielkopolski y Skalmierzyce.
La ciudad es un importante centro comercial e industrial de la zona, con varias fábricas notables localizadas allí. Es también la sede de la factoría de pianos Calisia y uno de los centros tradicionales de arte folk.

## Historia
Kalisz es llamada "la ciudad más vieja de Polonia" debido a la mención de Ptolomeo de una ciudad llamada Calisia que estaba situada en la ruta del ámbar. Aunque no se conoce todavía el punto exacto donde estaba el centro de ciudad o si estaba habitado en el siglo II, hay muchos artefactos de la época de Roma en el área, lo que indica que debe haber sido una de las paradas de las caravanas romanas que se dirigían hacia el Mar Báltico.
La moderna Kalisz fue fundada probablemente en el siglo IX como una castellanía y fortaleza de menor importancia. El nombre en sí mismo proviene de la palabra en eslavo kał, que quiere decir pantano o marisma. En 1106, Boleslao III de Polonia capturó la ciudad y la incorporó a su dominio feudal. Entre 1253 y 1260, a la ciudad se le conceden las Leyes de Środa Śląska, una variante local del Derecho de Magdeburgo, y pronto comienza a crecer. Una de las ciudades más ricas de la Gran Polonia, durante la fragmentación feudal de Polonia formó un ducado separado gobernado por la rama local de la dinastía Piast. Tras la reunificación de Polonia, la ciudad se convirtió en un centro notable de producción de tejidos y madera, así como en uno de los centros culturales de la Gran Polonia. El asentamiento judío de Kalisz data también de 1139.
En 1282, las leyes de la ciudad fueron confirmadas por Premislao II de Polonia y, en 1314, se convierte en capital del Voivodato de Kalisz, uno de los Voivodatos de Polonia, por el rey Vladislao I de Polonia. Como notable centro de comercio, Kalisz estaba además más o menos en el centro de la parte posterior de Polonia. Debido a su situación estratégica, en 1343, el rey Casimiro III firmó allí un Tratado de Kalisz (1343) con la Orden Teutónica. Como ciudad real, la ciudad se organizó para defender mejor sus privilegios y en 1426 se construye un nuevo ayuntamiento. También para que el rey Miecislao III el Viejo fuera enterrado.
El desarrollo económico del área se vio apoyado por un gran número de husitas de la Hermandad de Moravia, que colonizaron los alrededores de Kalisz tras ser expulsados de Bohemia.
En 1574, los jesuitas llegan a Kalisz y en 1584 abren allí una Universidad Jesuita, uno de los más notables centros de educación en la Polonia posterior. Con el tiempo la importancia de Kalisz declina, siendo ocupado su lugar por la vecina Poznań.
In 1792, la ciudad sufrió un incendio que destruyó la mayor parte de su centro. Al año siguiente, debido a la II partición de Polonia, la ciudad fue anexada por el Reino de Prusia. En 1801, Wojciech Bogusławski construyó allí un teatro, uno de los primeros teatros permanentes de la zona.
En 1806, Kalisz se unió al Gran Ducado de Varsovia. Durante la Invasión napoleónica de Rusia, siguiendo las líneas marcadas en la Convención de Tauroggen del 30 de diciembre de 1812 por Yorck, von Stein firma el 28 de febrero de 1813, el Tratado de Kalisz (1813) entre Rusia y Prusia, confirmando que Prusia estaba de nuevo en el lado Aliado.
Tras la derrota de Napoleón Bonaparte, Kalisz se convierte en la capital del voivodato de Kalisz y luego de la Gobernación de Kalisz dentro del Zarato de Polonia anexionado al Imperio ruso. La proximidad de la frontera de Prusia aceleró el desarrollo económico de la ciudad y Kalisz, cuyo nombre en caracteres cirílicos se escribe como Калиш, comenzó a atraer muchos colonos, no solo de Polonia, sino de todos los estados Alemanes y de todo el Imperio ruso. En 1902, Kalisz fue unido con Varsovia y Łódź por un ferrocarril.
Al comenzar la Primera Guerra Mundial, la proximidad de la frontera se volvió desastrosa para la ciudad, siendo una de las primeras ciudades destruidas por la guerra. Tras una serie de choques fronterizos, el ejército alemán bombardeó la ciudad con artillería. Durante las duras luchas ocurridas del 7 de agosto al 22 de agosto de 1914, la ciudad fue destruida casi totalmente. Tras entrar en la ciudad, las unidades alemanas al mando de Hermann Preusker tomaron venganza por la defensa de la ciudad realizada por el ejército ruso, en los civiles. 800 hombres fueron arrestados y diezmados, mientras que la ciudad fue incendiada y el resto de habitantes expulsados. De los 68.000 habitantes de 1914, solo 5.000 vivían en la ciudad al año siguiente. Sin embargo, hacia el final de la Gran Guerra la mayor parte del centro de la ciudad estaba reconstruida y se permitió a muchos de los habitantes anteriores volver a su ciudad.
Tras la guerra, la sublevación de Gran Polonia (1918-1919) y la guerra polaco-soviética, Kalisz vuelve a ser parte de la de nuevo independiente Polonia. La reconstrucción continuó y, en 1925, se inaugura el nuevo ayuntamiento. Hasta 1939, la ciudad tenía unos 89.000 habitantes. Tras la invasión alemana de Polonia de 1939, el conflicto germano-polaco que dio comienzo a la Segunda Guerra Mundial, nuevamente la proximidad de la frontera se vuelve desastrosa. Aunque la ciudad fue capturada por la Wehrmacht casi inmediatamente y sin mucha lucha, la ciudad fue anexionada directamente a la Alemania Nazi. Hasta el final de la Segunda Guerra Mundial los aproximadamente 30.000 polacos judíos residentes en la ciudad fueron asesinados. Además 20.000 polacos católicos fueron asesinados o expulsados por el Gobierno General a Alemania para convertirse en trabajadores esclavos. En 1945 la ciudad contaba con solo 43.000 habitantes, casi la mitad que al inicio del conflicto.
Tras la Segunda Guerra Mundial, comienza la reconstrucción de la ciudad. En 1975, tras la reforma del esquema administrativo de Polonia realizado por Edward Gierek, Kalisz se integra en el nuevo Voivodato de Kalisz. Fue suprimido en 1998 y desde entonces Kalisz es la capital del Poviato de Kalisz dentro del voivodato de Gran Polonia. En 1991, la fiesta local se establece el 11 de junio, para conmemorar la reafirmación de los derechos de la ciudad en 1282. Al año siguiente la ciudad se convierte en sede de una nueva diócesis.
El papa Juan Pablo II visitó esta ciudad el 4 de junio de 1997, pronunciando, junto al santuario de San José, una famosa homilía sobre el valor de la vida humana. Kalisz es un centro de peregrinación religiosa en torno a San José, cuenta con un santuario y con un centro teológico josefino internacional.

## Educación
Kalisz es un notable centro educativo en la región. Es la sede de 30 guarderías, 29 escuelas primarias y 15 gimnasios. Hay también 7 colegios y una docena de escuelas de negocios. La ciudad es también sede de sucursales de la Universidad Adam Mickiewicz de Poznań, la Universidad de Economía y Empresa de Poznań y la Universidad de Ciencia y Tecnología de Poznań, así como de varias instituciones educativas privadas de educación superior.

## Economía
Aunque hay poca industria pesada en los límites de la ciudad, Kalisz es la sede de varias de las mayores compañías de Polonia. Es notable por la fábrica de pianos Calisia, pero también de las plantas de proceso de alimentación Winiary y Ziołopex (ahora parte del grupo Nestlé), la fábrica de pantalones vaqueros Big Star, y las fábricas de bebidas ligeras Hellena, Jutrzenka y Kaliszanka. Hay también dos fábricas de motores de aviación, WSK-Kalisz y Pratt & Whitney Kalisz (filial de Pratt & Whitney Canada).

## Deportes
- Winiary Kalisz - equipo femenino de Voleibol que juega en la Serie A de la Liga Femenina de Voleibol polaca: subcampeones de la temporada 2003/2004 y campeones de la 2004/2005. - *www.calisiassk.pl
- KKS 1925 Kalisz - equipo de fútbol masculino que juega en la Clase B de la Liga de Fútbol polaca. - *www.kkskalisz.pl

## Personas destacadas
- Janina Davidska, escritora del siglo XX
- Ignacy Gurowski, aristócrata.
- Adam Asnyk, poeta
- Stanisław Barcikowski, pintor
- Wojciech Bogusławski, dramaturgo y director
- Boleslao el Piadoso, duque de Gran Polonia
- Bolesław III Rozrzutny, duque de Silesia
- Izabela Cywińska, directora y Ministra de Cultura de Polonia.
- Maria Dąbrowska, escritora
- Agaton Giller, periodista
- Cyprian Godebski, poeta y luchador por la libertad
- Abraham Abel Gombiner, Rabino judío y maestro
- Augustyn Kordecki, prior del Monasterio de Jasna Góra y héroe de la novela El diluvio.
- Jerzy Kryszak, actor
- Tadeusz Kulisiewicz, artista
- Bogumił Kunicki, periodista
- Maciej Kurzajewski, celebridad de la TV
- Bonawentura Niemojowski, periodista
- Wincenty Niemojowski, periodista
- Alfons Parczewski, jurista, rector de la Universidad de Vilno
- Wojciech Siemion, actor y director
- Zevi Herman Solnik, escritor
- Ewa Sonnet, modelo erótica
- Zdzisława Sośnicka, cantante
- Mieczysław Szcześniak, cantante
- Stefan Szolc-Rogoziński, viajero y explorador
- Stanisław Wojciechowski, presidente de Polonia
- Mieczysław Voigt, actor
- Alfred Wierusz-Kowalski, pintor
- Jan Ptaszyn Wróblewski, músico
- Artur Zawisza Czarny, luchador por la libertad
- Zvi Hirsch Chajes, maestro del Talmud del siglo XIX

## Ciudades hermanadas
- Erfurt - Alemania
- Hamm - Alemania
- Hautmont - Francia
- Kamianets-Podilskyi (Кам’янець-Подільський) - Ucrania
- La Louvière - Bélgica
- Tongres - Bélgica
- Martin - Eslovaquia
- Preston - Gran Bretaña
- Southampton - Gran Bretaña
- Heerhugowaard - Holanda
- Adria - Italia
- Figueras - España
- Minsk distrito de Frunzenski - Bielorrusia